# Ferdinand Didier

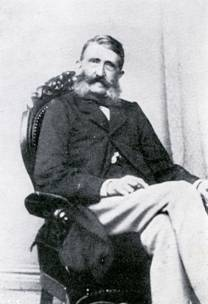
Ferdinand Didier (1801–1867): Mitbegründer der Didier-Werke AG

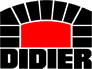
Logo der Didier-Werke AG

Ferdinand Didier (* 5. Januar 1801 in Stettin; † 1867 ebenda; vollständiger Name Friedrich Ferdinand Didier) war ein deutscher Fabrikant. Die von ihm mitbegründete Stettiner Chamottefabrik F. Didier besteht noch heute unter dem Namen Didier-Werke AG fort. 

## Leben
Didiers Vorfahren kamen als hugenottische Réfugiés nach Preußen, sein Vater arbeitete als Tischlermeister. Ferdinand Didier besuchte in Stettin die Schule, machte eine kaufmännische Lehre und betrieb dann zeitweise eine Ziegelei bei Rostock. 
1834 erwarb Didier vom preußischen Staat eine Ziegelei und Kalkbrennerei in Podejuch bei Stettin. Er fand 1849 bei Podejuch natürliche Vorkommen von Quarzkies und Quarzsand, die er – als einer der ersten Unternehmer in Deutschland – zur Herstellung feuerfester Materialien, sogenannter Schamotte oder Chamotte, verwendete. Die Schamotte wurden insbesondere von der aufstrebenden Gasindustrie genutzt. So kam Didier in Kontakt mit Wilhelm Kornhardt, dem Direktor der Stettiner Gaswerke. 
Didier und Kornhardt gründeten 1864/1865 die Stettiner Chamottefabrik F. Didier mit Betriebssitz in Stettin. Seinen Betrieb in Podejuch verkaufte Didier. 
Didier starb 1867. Die Stettiner Chamottefabrik F. Didier wurde zunächst von Wilhelm Kornhardt als Alleininhaber weitergeführt. Dessen Erben verkauften sie 1871 an den Stettiner Unternehmer Zander, der sie in eine Aktiengesellschaft unter dem Namen Stettiner Chamottefabrik Actiengesellschaft vormals Didier umwandelte. Nach weiteren Umstrukturierungen wurde 1932 die Didier-Werke AG mit Sitz in Berlin, später in Wiesbaden gebildet (heute: RHI Magnesita Deutschland).